# 드래곤 퀘스트 X
드래곤 퀘스트 X(일본어: ドラゴンクエストX 目覚めし五つの種族 オンライン, 영어: Dragon Quest X) 또는 드래곤 퀘스트 X 온라인(일본어: ドラゴンクエストX オンライン, 영어: Dragon Quest X Online)은 드래곤 퀘스트 시리즈에서 10번째 게임으로, 스퀘어 에닉스가 개발하고 배급한 대규모 다중 사용자 온라인 롤플레잉 게임(MMORPG)이다. 처음에 2012년 Wii용으로 출시되었다가 나중에 Wii U, 마이크로소프트 윈도우, 플레이스테이션 4, 닌텐도 스위치, 안드로이드, iOS, 닌텐도 3DS로 이식되었으며 이들 모두 크로스 플랫폼 플레이를 지원한다. 중국어로 된 윈도우판을 제외하고는 이 게임은 일본 외 지역에서 지역화되지는 않았다.